# Microchrysa alessandrinorum
Microchrysa alessandrinorum är en tvåvingeart som beskrevs av Mason 1997. Microchrysa alessandrinorum ingår i släktet Microchrysa och familjen vapenflugor.
Artens utbredningsområde är Kongo. Inga underarter finns listade i Catalogue of Life.